# Klein gevlekt dwerghert
Het Klein gevlekt dwerghert (Moschiola meminna of Tragulus meminna) is een evenhoevige uit de familie van dwergherten (Tragulidae).

## Kenmerken
Hun vacht is overwegend bruin met fijne gele vlekjes. Op de rug zijn grotere vlekken zichtbaar. Over de flanken lopen strepen. Aan elke poot bevinden zich vier volledig ontwikkelde tenen met hoeven. In de bek hebben ze scherpe, dolkachtige hoektanden, waarmee ze hun vijanden te lijf gaan. Ze hebben een lichaamslengte van 45-56 cm, met een staart van 2-4 cm en een schouderhoogte van 25-31 cm. Ze wegen 7-8 kg.

## Leefwijze
Deze nachtactieve dieren leven solitair in de begroeiing.

## Voortplanting
Na een draagtijd van 6 maanden worden er 2 jongen geboren.

## Verspreiding en leefgebied
Deze soort is endemisch in Sri Lanka, in tropische regenwouden tot op een hoogte van 1850 meter.